# Alpen Privatbank

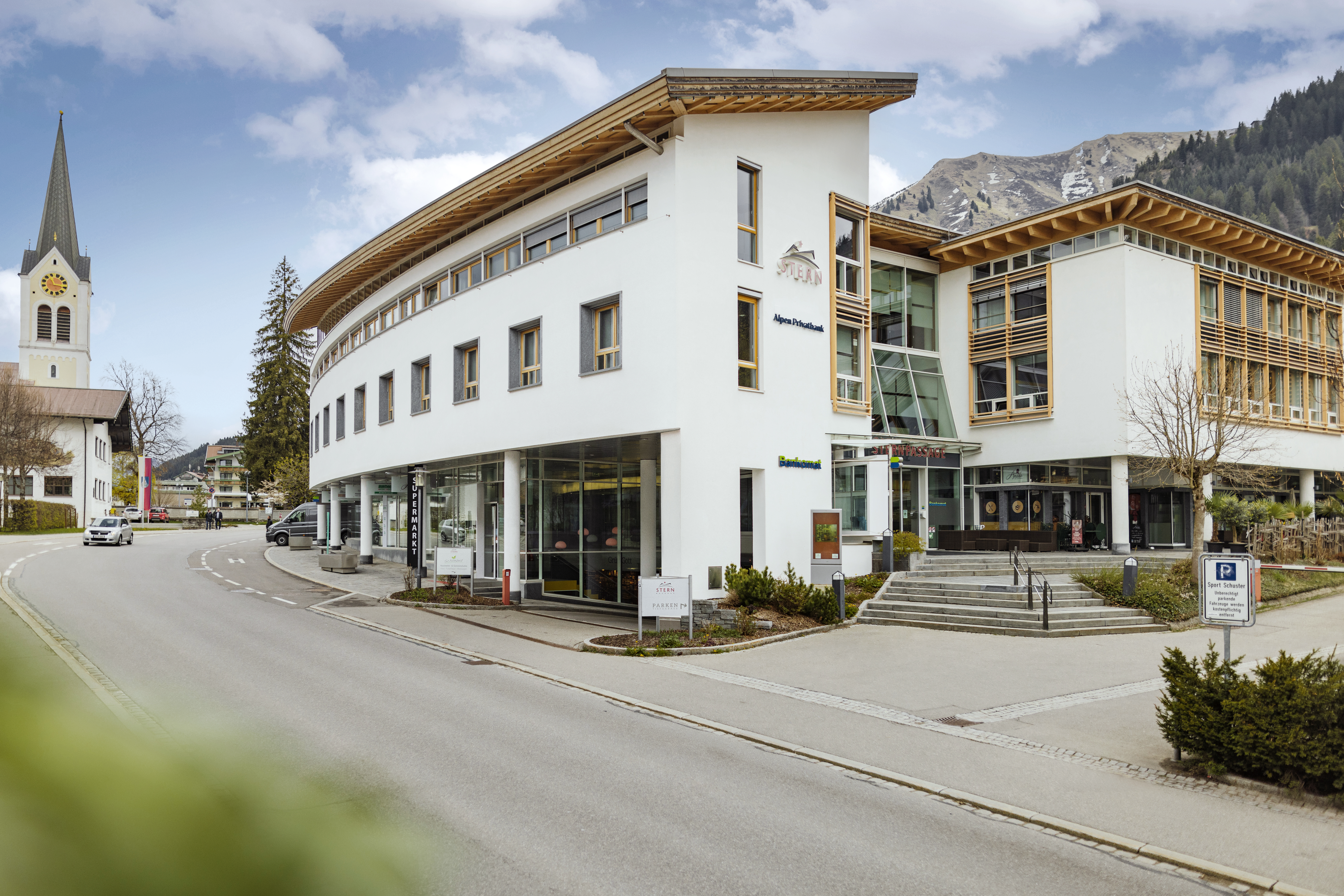
Hauptsitz Riezlern

Die Alpen Privatbank Aktiengesellschaft ist eine Privatbank in Westösterreich. Sie ist an den Standorten Riezlern (Sitz), Innsbruck, Salzburg, Düsseldorf und Stuttgart tätig. Ihre Kunden sind primär vermögende Privatpersonen. Die verwalteten Kundenvolumina betragen ca. 2,7 Mrd. €.

## Geschichte
Die Alpen Privatbank ging im Jahr 2022 aus der Verschmelzung der AlpenBank (gegründet 1983 als Save-Rössler-Bank AG, Umfirmierung 1991 in AlpenBank und Übernahme der Aktienmehrheit durch die Raiffeisen-Landesbank Tirol AG im Jahr 1998, Sitz in Innsbruck) mit der Walser Privatbank (gegründet 1894 als genossenschaftlicher „Spar- und Darlehenskassenverein“, Tochtergesellschaft der Walser Raiffeisen Bank) hervor.

## Struktur
Die Hauptaktionäre der Alpen Privatbank sind die Walser Raiffeisen Holding eGen (71 %), die Raiffeisen Landesbank Südtirol AG (16,5 %) und die Raiffeisen-Landesbank Tirol AG (12,5 %).

## Dienstleistungen
Die Alpen Privatbank ist spezialisiert auf Vermögensmanagement und Anlageberatung für Privatanleger und Unternehmer. Das Kerngeschäft der Alpen Privatbank ist Private Banking ohne Interessenskollisionen durch Emissionsgeschäfte oder Investmentbanking. Die Alpen Privatbank ist keine Universalbank, führt keine klassischen Girokonten und ist im Kreditbereich nur im Lombardgeschäft tätig.